# JAXA相模原キャンパス
JAXA相模原キャンパスは、神奈川県相模原市中央区に位置する、国立研究開発法人宇宙航空研究開発機構（JAXA）の研究施設。語としては、同施設の多くが属する機関である宇宙科学研究所（ISAS）を指して使われることもある。

## 概要
相模原キャンパスは1989年4月、宇宙科学研究所（ISAS）の中核部として開設された。それまでは駒場キャンパスがISASの拠点であった。真向かいは国立映画アーカイブ相模原分館、および相模原市立博物館である。
研究・管理棟、研究センター、およびロケット・人工衛星搭載機器の基礎開発・試験を行う特殊実験棟などが設置されている。また月・惑星探査プログラムグループの研究拠点や、宇宙教育センターも相模原キャンパス内にある。
相模原キャンパスでは、大学院教育などの教育活動を行っているほか、全国の大学の共同利用機関として研究活動も行っている。また、世界各国からの研究者も受け入れ、世界における宇宙科学研究の拠点となっている。
当初は、研究・管理棟1階ロビーに展示室があり、「宇宙研展示室」の名で親しまれていた。ロケットの模型や、「はやぶさ」の原寸模型が展示されていたが、2018年2月に、宇宙科学探査交流棟が設置されたため、展示室の機能はこちらへ移された。
宇宙科学探査交流棟は、宇宙科学に関する展示が見学できる施設で、実物のロケットや、実物大の探査機などの模型がある他、研究開発などで使用された物や歴史的資料などが展示されている。展示以外では、職員所蔵の宇宙関連の一般向け書籍が集められたJAXAさがみはら文庫がある。
またキャンパスの屋外にはM-Vロケット実機模型とM-3SIIロケット原寸模型が並べて展示されている。
相模原市立博物館とも連携して企画を行っており、はやぶさ2が小惑星リュウグウからサンプルリターンした資料を一般公開する展示を2021年に博物館側で開催した。

## 主な設備
- 研究・管理棟：研究系の各研究室・実験室など[1]
- 研究センター棟：大型計算機室、深宇宙管制室があり、運用管制室は臼田宇宙空間観測所と内之浦宇宙空間観測所を地上管制局として、人工衛星、宇宙探査機の運用を行う
- 飛翔体環境試験棟：磁気シールド室、スペースチェンバー、クリーンルームなど[1]
- 構造機能試験棟：ロケット各部や衛星構体の強度、ペイロードフェアリング等の機能試験[1]
- 先端宇宙科学実験棟：各種風洞、スペース・プラズマ実験施設、宇宙放射線実験設備、粒子較正装置、無重力落下試験設備・電波無響室など[1]
- 風洞実験棟：空気源設備、遷音速風洞、超音速風洞及び計測システム[1]
- 総合研究棟：月・惑星探査プログラムグループの実験施設、惑星物質試料受け入れ設備、システム開発部、技術開発部、宇宙科学情報解析センター、宇宙教育センターなど[1]
- 宇宙探査実験棟：宇宙探査に関わる技術研究開発とイノベーションハブ事業としての地上応用を実施する実験施設[1]
- 宇宙科学探査交流棟：見学施設[1]
- 研究員宿泊棟：国内や外国からの研究者のための宿泊施設[1]

## ギャラリー

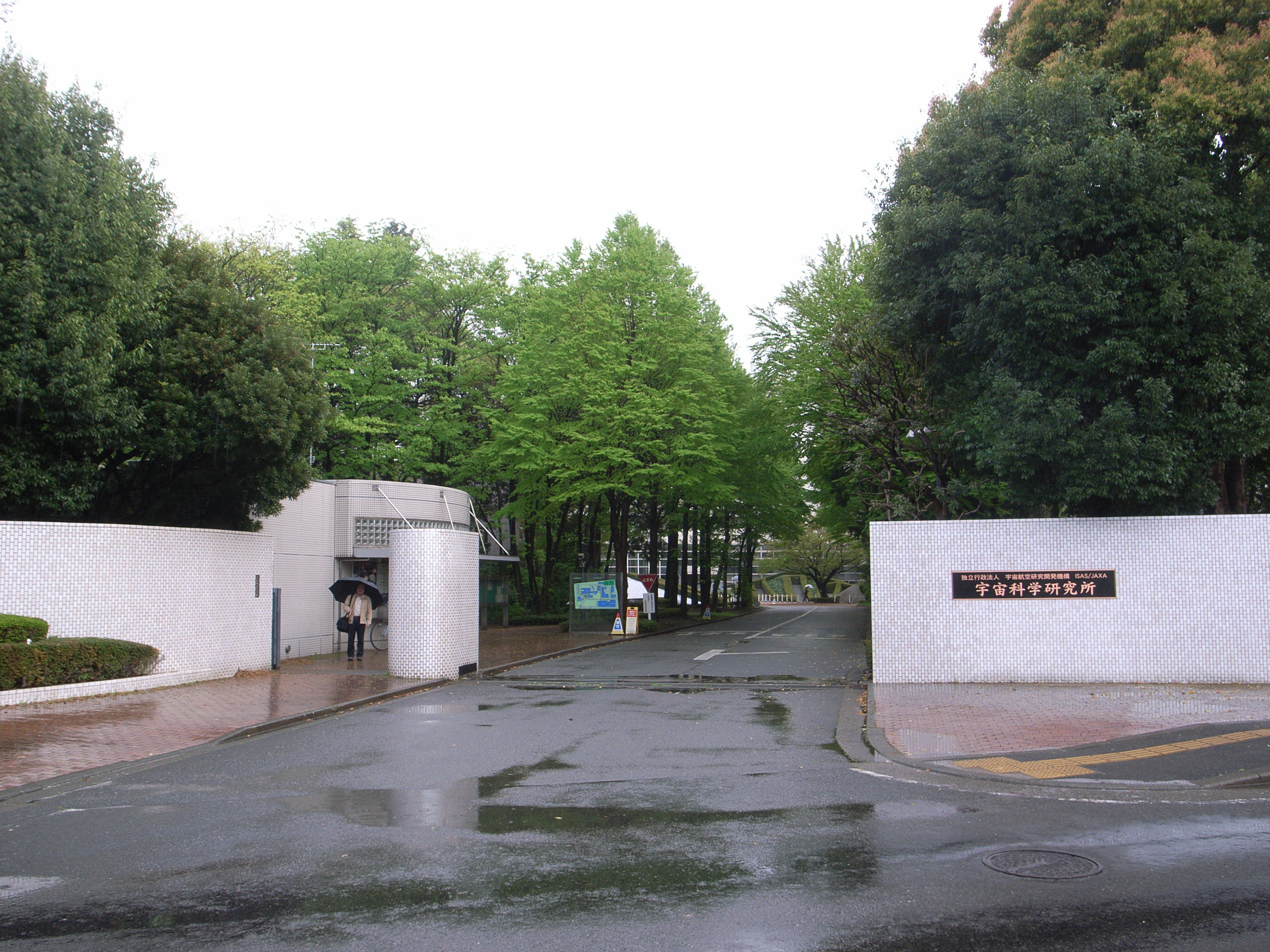
エントランスゲート
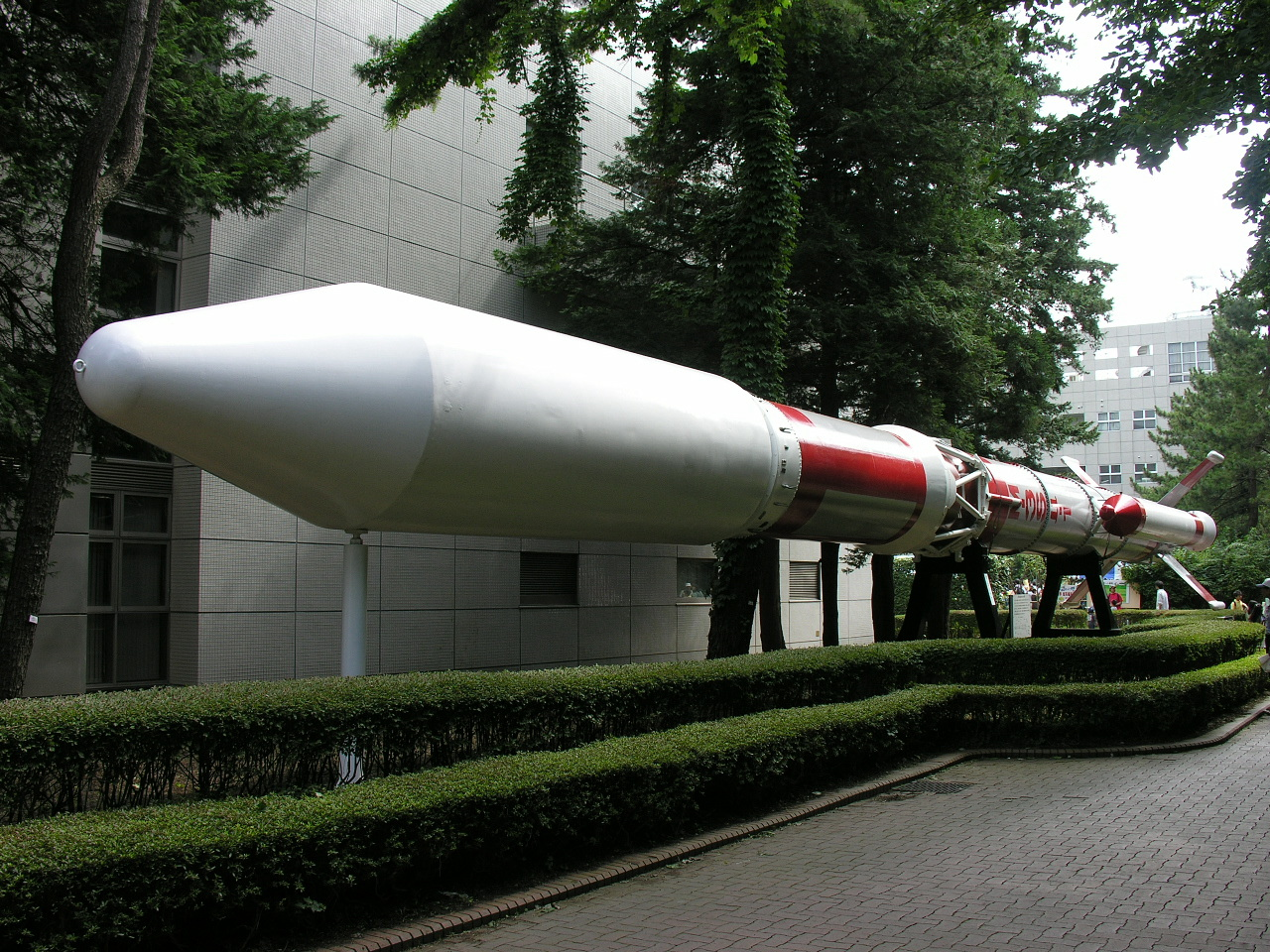
M-3SIIロケット
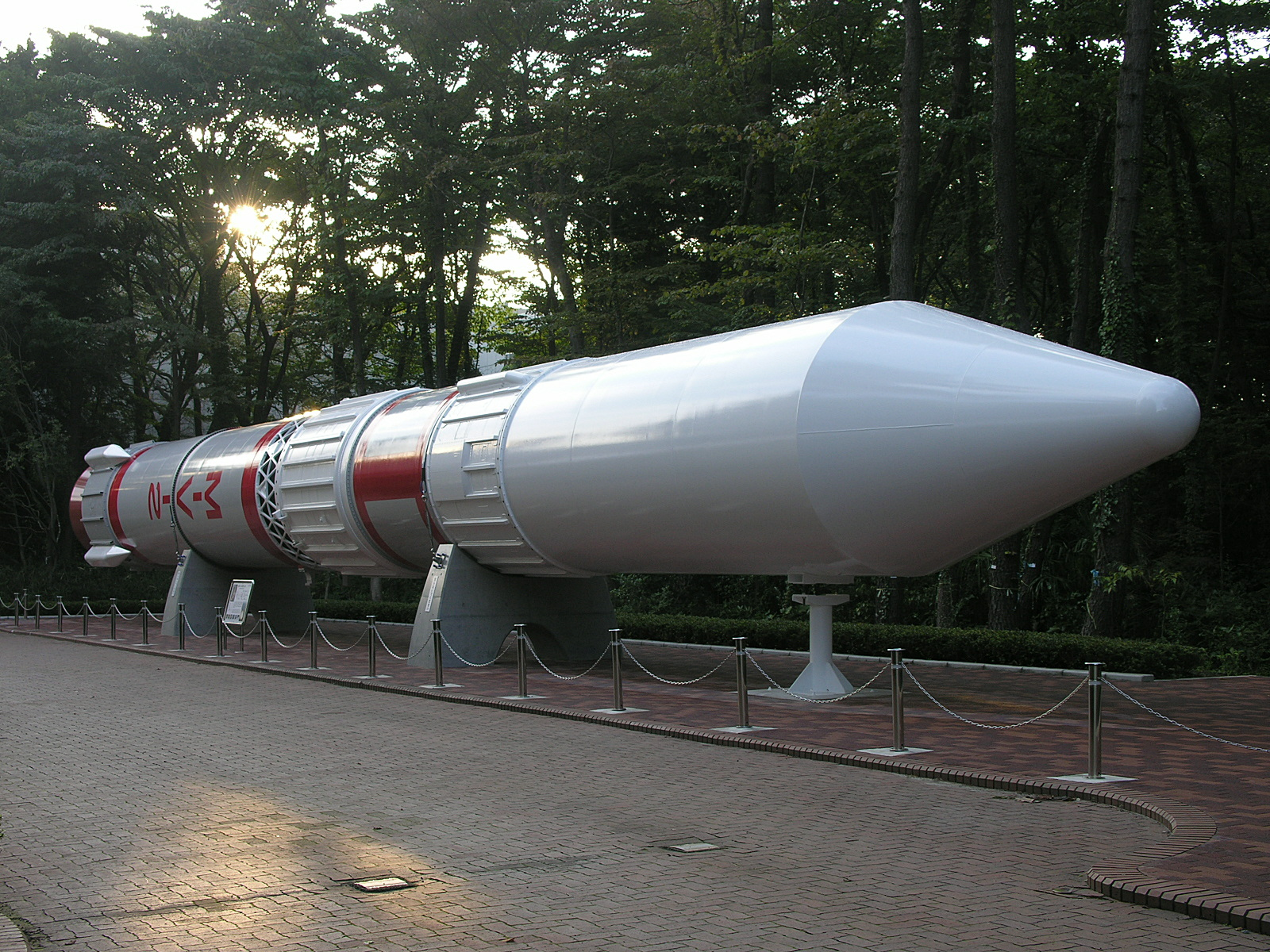
M-Vロケット
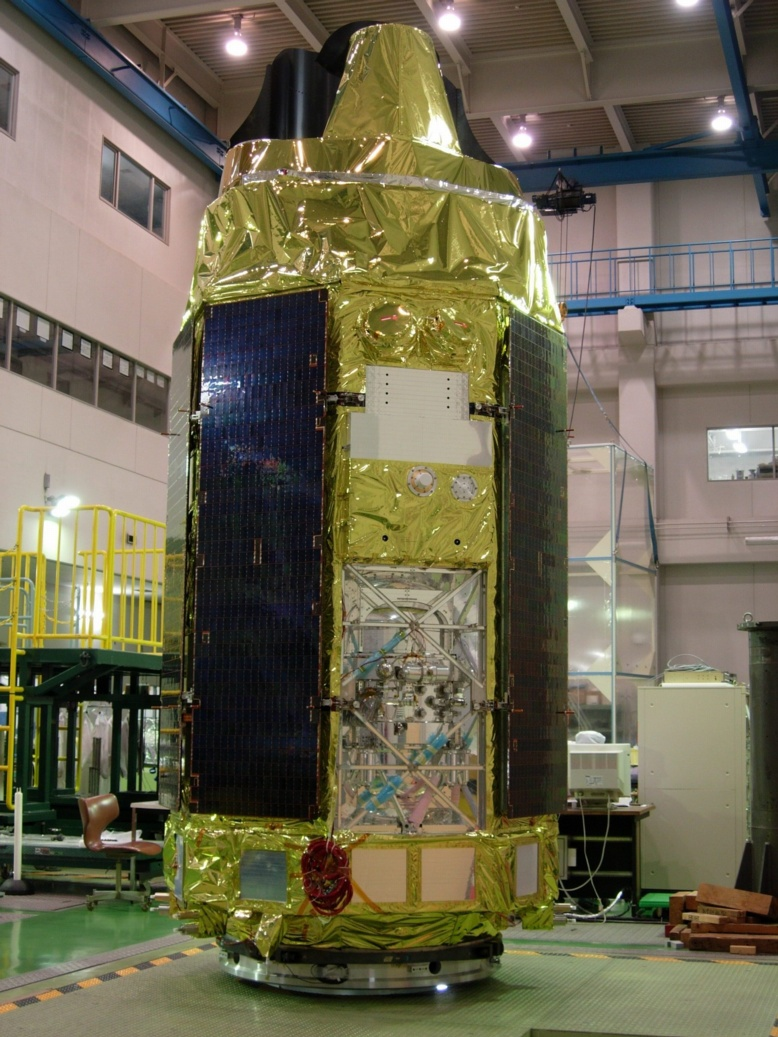
振動試験前のすざく
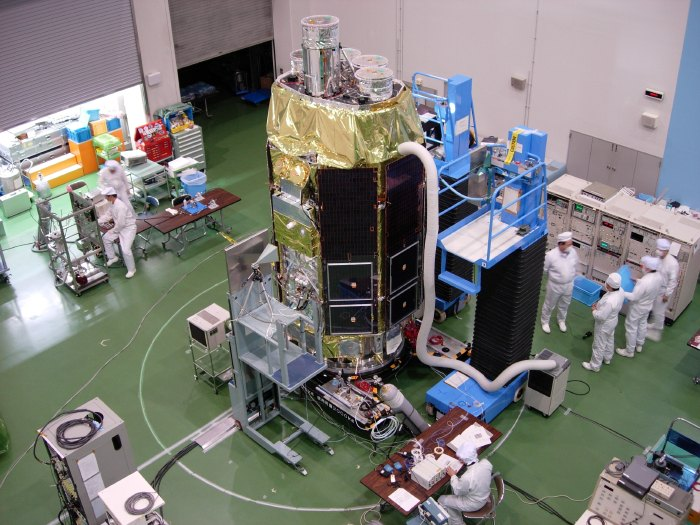
クリーンルーム内で試験が行われているすざく